# Барт Макги
Бартоломеј „Берти” или „Барт” Макги (30. април 1899 − 26. јануар 1979) био је нападач америчког фудбала који је обично играо лево крило (напред). Играо је за мушку фудбалску репрезентацију Сједињених Држава на ФИФА Светском првенству 1930, и постигао други гол у историји Светског првенства против Белгије. Уведен је у америчку Националну фудбалску кућу славних 1986. године.

## Младост
Макги је био син бившег играча Хибернијан-а и менаџера ФК Хартс-а Џејмса Макгија, и брат нападача Philadelphia Field Club-а, Џимија Макгија. Макгијев отац био је познати шкотски играч који се са Шкотском појавио у утакмици са Велсом 1886. Макгијев отац имао је контраверзни мандат као менаџер Хартс-а. Када је 6. децембра 1909. коначно поднео оставку, почео је да оцењује своје опције. У септембру 1910. године одлучио је да напусти Шкотску и емигрира у Сједињене Државе. Џејмсу Макгију требало је две године да се смести, а тек 1912. године Макги, његова мајка и млађи брат Џими придружили су се оцу у САД-у. Када су стигли у САД, породица се настанила у Филаделфији, Пенсилванија.

## Каријера

### Аматерска
Када је имао деветнаест година, Макги је почео да игра за New York Shipbuilding, у Камдену, у Њу Џерзију, из Јужне Џерзи лиге. Следеће сезоне прешао је у Wolfenden Shore, из Савезничког америчког фудбалског савеза; играо је са њима најмање до марта 1921. године, када је био на суђењу са Bethlehem Steel F.C. пре него што је прешао у Philadelphia Hibernian из Националне фудбалске лиге Филаделфије. Играо је са њима од 1921. до 1922. године.

### Професионална
Макги је 1922. године потписао уговор са New York Field Club Америчке фудбалске лиге. Две сезоне је провео у New York-у, пре него што се 1924. преселио у Fleisher Yarn, који је годинама постојао као аматерски тим, али 1924. тим је постао професионални. Није се успео одржати као професионални тим и одустао је на крају сезоне. Кад је Fleisher пропао, Макги се преселио у Indiana Flooring који је играо у Њујорку. Макги је провео две сезоне са Indiana Flooring-ом  и играо са тим тимом, под свим именима које је у међувремену мењао, до 1932. године, осим периода позајмице клубу Philadelphia Field током сезоне 1928-1929.
1928. године,  освојили су национални куп. 1929. године клуб је освојио Левис куп, такмичење у купу Америчке лиге. Под новим именом, New York Giants, клуб је освојио и шампионат АСЛ 1930-1931.
Након 1929. године велика депресија и "Фудбалски ратови" узели су данак лиги. Упркос томе, Макги је одиграо најмање 350 утакмица и постигао 137 гол од 1921-1931. Према Националној фудбалској кући славних, "У неким публикацијама се такође појављују извештаји да је касније играо у Енглеској за Hull City. Међутим, његов син Ед, који живи у Ривертону, Њу Џерзи, рекао ми је да, осим путовања у Јужну Америку, Барт никада није напустио САД." 

### Национални тим
Макги је играо три утакмице са америчком репрезентацијом, а све се десило током 1930. на ФИФА Светском првенству. У уводној победи над Белгијом постигао је први погодак за амерички тим у такмичењу Светског првенства, што је био други погодак у историји Светских првенства.
1986, Национална фудбалска кућа славних уписала је Макгија. Током своје АСЛ каријере Барт Макги је играо у 350 лигашких утакмица и постигао 127 голова, а готово све на позицији левог крила.

## Лични живот
Барт Макги се повукао из фудбала 1931. и вратио се у Филаделфију. 1930. године оженио се, имао два дечака и ћерку и живео је у улици у центру града, на малој удаљености од места на коме је одрастао. Као и његов отац, грађевински радник, радио је и док је играо фудбал, у грађевинској фирми као полагач подова. Године 1940. још се водио као радник, годину дана пре смрти свог оца. Умро је у 79. години 1979. године у Филаделфији, у северном предграђу Нористаун.